# Синельников, Пётр Степанович
Пётр Степа́нович Сине́льников (22 июня 1921, Воронцовка, Павловский уезд, Воронежская губерния, РСФСР — 15 мая 2007, Кокшетау) — советский политический деятель, занимавший должность первого секретаря Рузаевского райкома Коммунистической партии КССР. Герой Социалистического Труда.

## Биография
Родился 22 июня 1921 года в селе Воронцовка Павловского уезда Воронежской губернии.
Окончив в 1938 году Павловское педагогическое училище, полгода работал учителем русского языка и литературы в семилетней школы села Гвазда Бутурлиновского района Воронежской области. В январе 1939 года перешёл работать в Воронцовский райком ВЛКСМ заместителем секретаря райкома по пропаганде.
В октябре 1939 года был призван на воинскую службу, принимал участие в Великой Отечественной войне. Член ВКП(б)/КПСС с 1942 года. Награждён медалями «За оборону Кавказа» и «За победу над Германией». Служил в 22-й дивизии внутренних войск НКВД. После окончания Великой Отечественной войны продолжил службу в городе Грозный в качестве комсорга и парторга полка. Уволился в запас в августе 1946 года в звании майора.
Переехал в город Лабинск Краснодарского края. С 1946 по 1948 годы — секретарь Лабинского райкома ВЛКСМ, а с 1948 по 1950 годы — второй секретарь Лабинского райкома партии. B 1950—1951 годах — первый секретарь Ново-Титаровского райкома партии Краснодарского края.
С 1951 по 1954 год получал высшее образование в Высшей партийной школе при ЦК ВКП(б) в Москве. После окончания партшколы был отправлен на партийную работу в Казахскую ССР. С 1955 по 1960 год работал первым секретарём Рузаевского райкома Кокчетавской области Коммунистической партии КССР, «поднимал целину». В этом районе было распахано 395 тыс. гектаров степи, что позволило уже в 1956 году увеличить по сравнению с 1953 годом посевную площадь в 6,5 раза. Такое расширение посевных площадей привело к росту производства. Если в 1955 году колхозы и совхозы района сдали государству 8,5 миллионов пудов хлеба, то в 1956 году его было сдано уже 33 миллиона пудов. Указом Президиума Верховного Совета СССР от 11 января 1957 года «за особо выдающиеся успехи, достигнутые в работе по освоению целинных и залежных земель, и получение высокого урожая» П. С. Синельников был удостоен звания Героя Социалистического Труда с вручением ордена Ленина и золотой медали «Серп и Молот».
В 1960 году переехал в город Кокчетав, где с 1960 по 1963 годы руководил группой государственного контроля Казахской ССР по Кокчетавской области. B 1963 году занимал должность инструктора госконтроля Кокчетавского обкома партии и облисполкома, заместителя председателя комитета народного контроля Кокчетавской области.
Жил в городе Кокшетау (Акмолинская область). Умер 15 мая 2007 года.

## Награды
- Медаль «Серп и Молот» (медаль № 6992 от 11.01.1957)[2]
- Орден Ленина (№ 302673 от 11.01.1957)[2]
- Орден «Знак Почёта» (19.02.1981)[2]
- Медаль «За оборону Кавказа»[5]
- Медаль «За победу над Германией в Великой Отечественной войне 1941—1945 гг.»[5]
- Медаль «За трудовое отличие» (03.09.1971)[2]